# Anacanthobatis nanhaiensis
Anacanthobatis nanhaiensis is een vissoort uit de familie van de pootroggen (Anacanthobatidae). De wetenschappelijke naam van de soort is voor het eerst geldig gepubliceerd in 1981 door Meng & Li.